# Deutscher Vorlesepreis
Der Deutsche Vorlesepreis ist ein bundesweiter Vorlese-Wettbewerb in Deutschland für Teilnehmer jeden Alters mit dem Ziel der allgemeinen Förderung des Lesens und Vorlesens, sowie der Auszeichnung des gesellschaftlichen Engagements ehrenamtlicher Vorleser.
Die Veranstalter werben damit, dass seit 2012 der Deutsche Vorlesepreis wissenschaftlich begleitet werde.

## Vergabe und Kategorien
Seit dem Start im Jahr 2006 wird der Deutsche Vorlesepreis jährlich in unterschiedlichen Kategorien vergeben. Voraussetzung für die Teilnahme ist üblicherweise eine eigene Bewerbung. Eine Jury aus Experten und Prominenten, genannt „Vorlese-Paten“, bewertet die Bewerbungen und prämiert die Sieger in einer Abschlussveranstaltung. Darüber hinaus vergibt die Jury verschiedene Sonderpreise an Persönlichkeiten und Organisationen mit thematischem Bezug.

## Geschichte
2006 rief die Kölner Firma Intersnack Knabber-Gebäck den Deutschen Vorlesepreis ins Leben, deren Sponsor sie seitdem ist. Im Herbst 2006 fanden erstmals Vorlese-Aktionen im Vorfeld der Frankfurter Buchmesse statt. Seitdem finden jedes Jahr im Rahmen des Wettbewerbs bundesweit Vorlese-Events statt. In den letzten Jahren richteten sich die Bewerbungen nach unterschiedlichen Motti. So wurden zum Beispiel 2011 an hundertzwei Tagen über „hundertundzwei Tiere, die es nicht gibt, an hundertundzwei Orten, von denen wir träumen“ vorgelesen.

## Schirmherrschaft und Jury
Schirmherrin des bundesweiten Wettbewerbs Der Deutsche Vorlesepreis ist die Schauspielerin Marie-Luise Marjan.

### Jury-Mitglieder (Auswahl)
2012 bestand die Jury aus: Aleksandra Bechtel, Ole Bischof, Guido Cantz, Dagmar Chidolue, Barbara Eligmann, Simon Gosejohann, Annica Hansen, Wolfgang Hohlbein, Ulla Kock am Brink, Henning Krautmacher, Shary Reeves und Katty Salié.
Ehemalige Jury-Mitglieder (vor 2012) sind unter anderem die Schriftsteller Günter Wallraff und Bernhard Schlink sowie Schriftstellerin Alexa Hennig von Lange, Fecht-Olympiasiegerin Britta Heidemann, die Schauspielerin Christine Urspruch, die Moderatorinnen Katty Salié (WDR), Nina Ruge, Gülcan Kamps (VIVA), Collien Ulmen-Fernandes (VIVA), Christina Ringer (n-tv), Birgit Schrowange (RTL), Katja Burkard (RTL), Janine Steeger (RTL), Ulla Kock am Brink (Sat.1), Nadine Krüger (Sat.1), Shary Reeves (WDR) und Aleksandra Bechtel, der Fußball-Moderator Werner Hansch, TV-Streetworker Thomas Sonnenburg, die Comedians Dirk Bach, Mirja Boes, Bernhard Hoecker und Guido Cantz.

## Ehrenpreisträger
Mit dem „Lesewerk“-Preis wurden ausgezeichnet:
- 2006: Christian Brückner (Schauspieler, Synchronsprecher und Hörbuchsprecher)
- 2007: Reiner Unglaub (Hörbuchsprecher)
- 2008: Christiane Hörbiger (Schauspielerin und Hörbuchsprecherin)
- 2009: Andrea Sawatzki (Schauspielerin und Hörbuchsprecherin)[5]
- 2010: Otto Sander (Schauspieler, Synchronsprecher und Hörspielsprecher)[6]
- 2011: Hannelore Hoger (Schauspielerin und Hörbuchsprecherin)[7]

### Sonderpreise
- Den „Sonderpreis Hörspiel“ erhielt 2008: Michael Stegemann (Musikwissenschaftler, Komponist und Autor)
- Den Preis für das Gesamtwerk erhielt 2009: Paul Maar (Autor)
- Den „Medienpreis“ erhielt 2010 WDR Hörfunk und 2011 Kölner Stadt-Anzeiger
- Den „Sonderpreis Hörbuch“ erhielt 2010 die CD-Produktion Das Orchester zieht sich an mit den Protagonisten Gürzenich-Orchester Köln unter der Leitung von Markus Stenz, Marius Felix Lange (Komponist) und Christian Brückner (Sprecher).